# Келлі (фокусниця)
Келлі (чеськ. Květoslava Juřík Kellnerová; 6 січня 1988, Оломоуць) — чеська артистка цирку (фокусниця).